# Franz Weidenreich
Franz Weidenreich (* 7. Juni 1873 in Edenkoben; † 11. Juli 1948 in New York City) war ein deutscher Anatom und Anthropologe, der durch seine Studien zur Evolution des Menschen bekannt wurde. 1940 nahm er die Staatsbürgerschaft der Vereinigten Staaten an.

## Leben

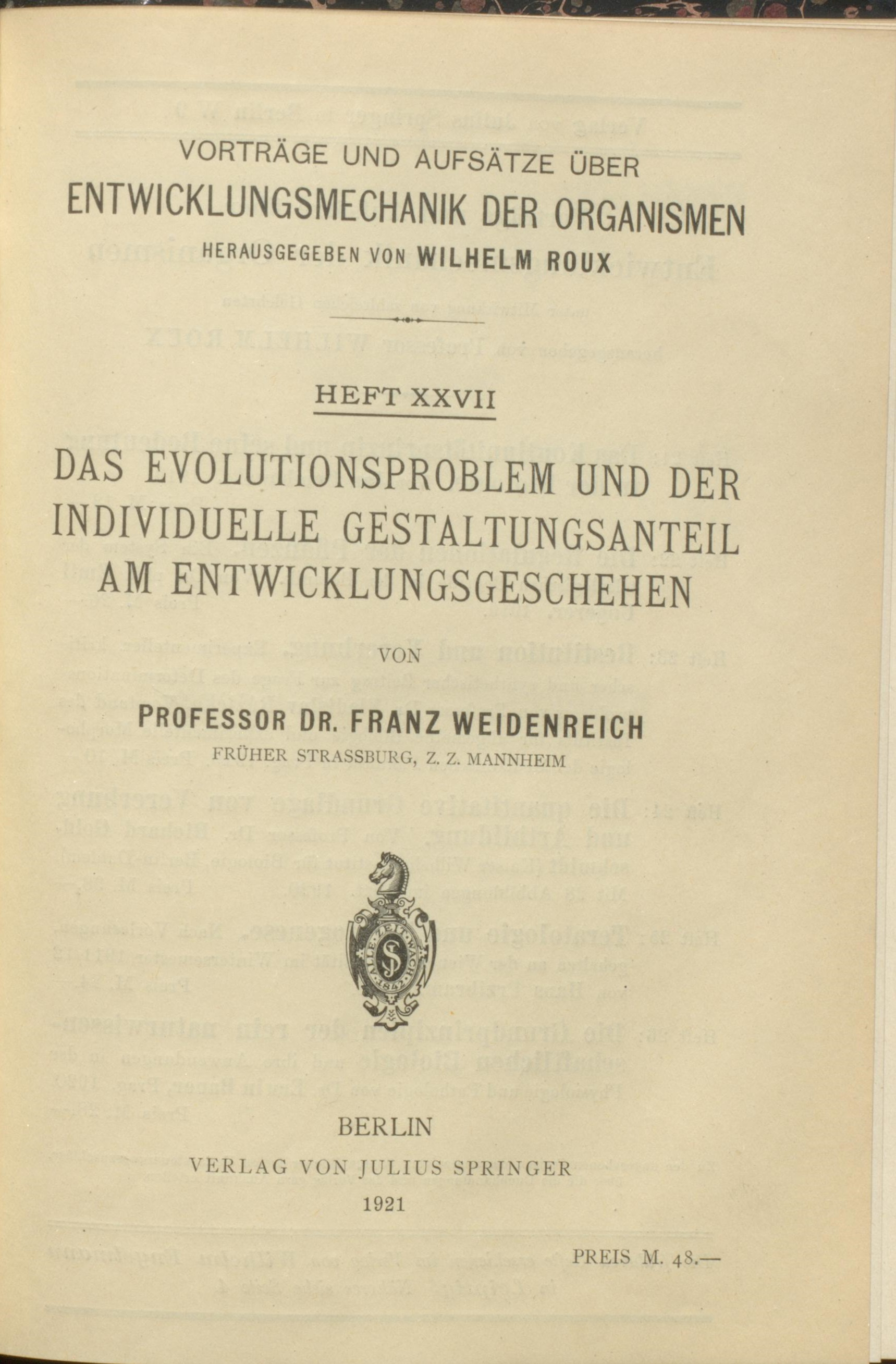
Beitrag in Wilhelm Roux’ Archiv für Entwicklungsmechanik der Organismen (1921)

Weidenreich war das jüngste von vier Kindern jüdischer Eltern. Nach dem Besuch des Humanistischen Gymnasiums in Landau studierte er Medizin in München, Kiel, Berlin und zuletzt an der Universität Straßburg, wo er 1899 promovierte. Danach war Weidenreich bis 1901 Assistent, nach seiner Habilitation Privatdozent im Fachgebiet Anatomie der Universität Straßburg unter Gustav Schwalbe, einem Anthropologen und Erforscher des Neandertalers. 1903 trat er die Nachfolge von Wilhelm Pfitzner als Prosektor an der Universität Straßburg an. 1904 wurde er dort zum Professor für Anatomie ernannt, eine Position, die er bis 1918 innehielt. Von 1921 bis 1924 war er Professor und wissenschaftliches Mitglied des Krebsinstitutes an der Universität Heidelberg.
Er war zeitweise Vorsitzender der Demokratischen Partei von Elsass-Lothringen sowie während des Ersten Weltkriegs Stadtrat in Straßburg. Der 1923 in Berlin als Peter Weidenreich geborenen Autor Peter Wyden war sein Neffe.

## Forschung
Ende 1928 übernahm Weidenreich einen Lehrauftrag für Physische Anthropologie und Rassenkunde an der Johann Wolfgang Goethe-Universität Frankfurt am Main. Zunächst unbesoldet, gründete und leitete er ab 1929 das Institut für Physische Anthropologie, ab 1930 als Honorarprofessor. Weidenreich kam bei seinen anthropometrischen Untersuchungen zu dem Ergebnis, „daß nicht eine isolierte Reinrassigkeit […], sondern im Gegenteil gerade die Rassendurchdringung zu höchsten Kulturentwicklung führt“. Weidenreich gehörte zu den sogenannten Hindenburg-Juden (Frontkämpfer im Ersten Weltkrieg) und wurde deshalb 1933 noch nicht entlassen.
Weidenreich ließ sich zum Sommersemester 1934 ohne Bezüge beurlauben und übernahm bis Dezember 1934 eine Gastprofessur in Chicago. Im Frühjahr 1935 emigrierte er zunächst nach Peking. Im selben Jahr wurde ihm in Frankfurt aufgrund seiner jüdischen Abstammung die Lehrerlaubnis entzogen. Seine Stelle in Frankfurt übernahm später Otmar Freiherr von Verschuer. 
1935 wurde Weidenreich in Peking die Nachfolge des früh verstorbenen Davidson Black angeboten, des Erstbeschreibers der sogenannten Peking-Menschen, als Gastprofessor am Union Medical College der Tsinghua-Universität. Dort und am Cenozoic Research Laboratory der Rockefeller-Stiftung erforschte und dokumentierte er die in den 1920er- und 1930er-Jahren gefundenen fossilen Überreste des Peking-Menschen, der heute meist dem Homo erectus zugerechnet wird. Alle Funde des Peking-Menschen aus dieser Zeit gingen in den Wirren des Zweiten Weltkriegs verloren, dank Weidenreichs detaillierten Zeichnungen und weil er von sämtlichen Fossilien hochwertige Abgüsse herstellen ließ, sind – wenngleich nur stark eingeschränkt – auch nach dem Verlust der Originale noch wissenschaftliche Bearbeitungen der Funde möglich geblieben. Wie viele andere US-Bürger verließ auch Weidenreich China infolge der japanischen Invasion und ging 1941 zurück nach New York, wo ihm sein von der Rockefeller-Stiftung für seine Tätigkeit in Peking gewährtes Gehalt weitergezahlt wurde.
Von 1941 bis 1948 war Franz Weidenreich wissenschaftlicher Mitarbeiter am American Museum of Natural History in New York. Nach der Rückkehr aus China gehörte er zu den Begründern der Hypothese vom multiregionalen Ursprung des modernen Menschen. Er übertrug die Tatsache, dass Menschen aller heute lebenden Ethnien fruchtbare Nachkommen haben, auf die Vergangenheit und unterstellte, dass es auch früher nur eine einzige Vorfahren-Art gegeben habe, deren regionale Varianten sich weitgehend unabhängig voneinander zum anatomisch modernen Menschen (Homo sapiens) entwickelt hätten. 1947 argumentierte er beispielsweise, die in China entdeckten homininen Fossilien (einschließlich Gigantopithecus) seien die Überreste von Vorfahren der heutigen nordasiatischen „mongolischen Gruppe“, die von Gustav Heinrich Ralph von Koenigswald bearbeiteten Fossilien des Java-Menschen seien die Überreste von Vorfahren der heutigen „australischen Gruppe“, und die Neandertaler-Fossilien seien die Überreste von Vorfahren der heutigen Europäer.
Aufgrund zahlreicher Fossilfunde aus Afrika und aufgrund genetischer Marker wurde das multiregionale Modell später durch die Out-of-Africa-Theorie – die Annahme, dass die Gattung Homo ihren alleinigen Ursprung in Afrika hatte – abgelöst. Ian Tattersall, ein Nachfolger Weidenreichs am American Museum of Natural History, wies zudem darauf hin, dass Weidenreich einem doppelten Missverständnis unterliegen sei: Er habe als Anatom die Grundprinzipien der biologischen Systematik – die Kriterien der Abgrenzung von Arten – missachtet und zudem den Prozess der Evolution irrtümlich im Sinne von Orthogenese interpretiert.

## Ehrungen
- 1904: Mitglied der Deutschen Akademie der Naturforscher Leopoldina.[5]

## Schriften (Auswahl)
- Rasse und Körperbau. Julius Springer, Berlin 1927.
- Entwicklungs- und Rassentypen des Homo primigenius. In: Natur und Museum. Band 58, 1928, S. 1–13 und 51–62.
- Ein neuer Pithecanthropus-Fund in China. In: Natur und Museum. Band 60, Nr. 12, 1930, S. 546–551.
- Rasse und Geist. J. A. Barth, Leipzig 1932.
- Grundsätzliches zur Rassenfrage. In: Die medizinische Welt. 18. Februar 1933, S. 247 ff.
- The ramification of the middle meningeal artery in fossil hominids and its bearing upon phylogenetic problems. In: Paleontologica Sinica. (Nr. 110). Neue Folge D, Nr. 3, Peiping 1938, S. 1–16.
- Six lectures on Sinanthropus pekinensis and related problems. In: Bulletin of the Geological Socienty of China [= Acta Geologica Sinica]. Band 19, Nr. 1, 1939, S. 1–111, doi:10.1111/j.1755-6724.1939.mp19001008.x, Übersicht
- The Skull of Sinanthropus pekinensis. A Comparative Study on a Primitive Hominid Skull. In: Paleontologica Sinica. (Nr. 127). Neue Folge D, Nr. 10, Pehpei 1943, S. iii – 484, Volltext bei archive.org
- The ‚Neanderthal man‘ and the ancestors of ‚Homo sapiens‘. In: American Anthropologist. Band 45, Nr. 1, 1943, S. 39–48.
- Apes, Giant and Man. University of Chicago Press, Chicago 1946
- Facts and speculations concerning the origin of Homo sapiens. In: American Anthropologist. Band 49, Nr. 2, 1947, S. 187–203, doi:10.1525/aa.1947.49.2.02a00010

## Belege
1. 1 2  Frankfurter Personenlexikon.
2. ↑  Ernst Klee: Deutsche Medizin im Dritten Reich. Karrieren vor und nach 1945. S. Fischer, Frankfurt am Main 2001, ISBN 3-10-039310-4, S. 42 und 53.
3. ↑  Franz Weidenreich: Facts and speculations concerning the origin of Homo sapiens. In: American Anthropologist. Band 49, Nr. 2, 1947, S. 187–203, doi:10.1525/aa.1947.49.2.02a00010, Volltext (PDF)
4. ↑  Ian Tattersall: The Strange Case of the Rickety Cossack – and Other Cautionary Tales from Human Evolution. Palgrave Macmillan, New York 2015, S. 56–58, ISBN 978-1-137-27889-0.
5. ↑  Mitgliedseintrag von Franz Weidenreich bei der Deutschen Akademie der Naturforscher Leopoldina, abgerufen am 27. Januar 2023.

| Personendaten    | Personendaten                     |
| ---------------- | --------------------------------- |
| NAME             | Weidenreich, Franz                |
| KURZBESCHREIBUNG | deutscher Anatom und Anthropologe |
| GEBURTSDATUM     | 7. Juni 1873                      |
| GEBURTSORT       | Edenkoben                         |
| STERBEDATUM      | 11. Juli 1948                     |
| STERBEORT        | New York City                     |